# Rhyacophila tonneri
Rhyacophila tonneri är en nattsländeart som beskrevs av Wolfram Mey 1989. Rhyacophila tonneri ingår i släktet Rhyacophila och familjen rovnattsländor. Inga underarter finns listade i Catalogue of Life.